# Jórgosz Kúdasz
Jórgosz Kúdasz (Agios Pavlos, 1946. november 23. –)  görög válogatott labdarúgó, edző.

## Fordítás
- Ez a szócikk részben vagy egészben  a   Giorgos Koudas című angol Wikipédia-szócikk fordításán alapul.  Az eredeti cikk szerkesztőit annak laptörténete sorolja fel. Ez a jelzés csupán a megfogalmazás eredetét és a szerzői jogokat jelzi, nem szolgál a cikkben szereplő információk forrásmegjelöléseként.